# Alois Kučera
Alois Kučera (28. ledna 1905 Litovel – 28. března 1962 Olomouc) byl český malíř, grafik, fotograf, typograf a výtvarný pedagog.

## Život
V letech 1926 až 1930 studoval na Uměleckoprůmyslové škole v Praze u Vratislava Huga Brunnera. Dlouhodobě působil v Olomouci, mimo jiné jako jako gymnaziální profesor.